# 揚鳴粵劇團
揚鳴粵劇團是香港粵劇劇團之一，由粵劇女文武生,劉惠鳴於2000年成立，下辖有揚鳴兒童粵劇團。 現任團長為趙綺蓮，總監為劉惠鳴。

## 曾獲獎項
香港藝術發展局頒發 2018年 藝術教育獎(非學校組)-優異表現獎

## 演出劇目
揚鳴粵劇團曾獲邀到日本、美國、加拿大、英國、新加坡、馬來西亞等地演出。劇團曾經與多位粵劇演員合作，包括南紅、任冰兒、尹飛燕、白雪紅、尤聲普、阮兆輝、陳詠儀、王超群、莊婉仙、李淑勤、陳嘉鳴、岑翠紅、鄭詠梅、花居冠、鄧美玲、高麗、文寶森、新劍郎、廖國森、溫玉瑜等等。。數年間，上演傳統劇目五十多部，有以下等演出表演：

### 粵劇
| 帝女花         | 李後主         | 洛神           |
| 紅樓夢         | 樓台會         | 六月雪         |
| 牡丹亭驚夢     | 紫釵記         | 獅吼記         |
| 再世紅梅記     | 白蛇傳         | 胡不歸         |
| 蝶影紅梨記     | 九天玄女       | 花田八喜       |
| 三年一哭二郎橋 | 香銷十二美人樓 | 雙仙拜月亭     |
| 無情寶劍有情天 | 三夕恩情廿載仇 | 龍鳳爭掛帥     |
| 鳳閣恩仇未了情 | 雷鳴金鼓戰笳聲 | 紅了櫻桃碎了心 |

### 新編粵劇
| 十二欄杆十二釵   | 精品紫釵記     | 代代紐紋柴 |
| 無號數(非夢奇緣) | 英雄情淚保山河 |            |

## 外部連結
- 香港表演藝術目錄 - 揚鳴粵劇團 （页面存档备份，存于）
- 揚鳴粵劇團網頁